# Bleiksøya
Bleiksøya ist eine kleine unbewohnte Insel westlich von Bleik. Sie liegt im Norden Norwegens im Meer etwa einen Kilometer vor der Küste der Hauptinsel Andøya und gehört zur Provinz (Fylke) Nordland. Zusammen mit ein paar umliegenden Felsen bildet sie das seit Dezember 2002 bestehende Naturschutzgebiet Bleiksøya naturreservat, welches eine Fläche von 39,3 ha umfasst. Davon liegen 14,5 ha an Land und sind ein bedeutendes Vogelbrutgebiet. Der Hauptteil der Insel besteht aus steilen Felsen, die bis zu 160 Meter hoch aus dem Meer ragen, der südwestliche Teil ist flacher. Diese flacheren Areale sind überwiegend grasbedeckt, durch die steilen Hänge gibt es aber auch große Bereiche mit nacktem Fels auf der Insel.
Durch die Lage im Meer bietet der Vogelfelsen Schutz vor Landraubtieren und wird alljährlich von tausenden Seevögeln als Brutplatz genutzt. Die Hauptpopulation stellen Papageitaucher dar, aber auch Krähenscharben, Tordalken, Trottellummen, Tölpel, Sturmwellenläufer und Eissturmvögel brüten hier, sowie einige weitere Vogelarten in geringerer Anzahl, wie etwa Seeschwalben oder Dreizehenmöwen. Seeadler dagegen nutzen die Insel als Beuterevier, ebenso die Große Raubmöwe.
Trotz noch immer großer Zahlen brütender Vögel ist die Zahl einzelner Arten in den vergangenen Jahrzehnten stark zurückgegangen. Während 1988 noch 75.000 brütende Paare von Papageitauchern gezählt wurden, waren es bei einer Erhebung im Jahr 2013 nur noch 11.000 Paare. Völlig verschwunden sind Dreizehenmöwen. Wurden 1993 noch rund 5.800 Nester auf Bleiksøya gezählt, war es 2009 kein einziges mehr dieser Vogelart.
Bleiksøya wurde von den Anwohnern der nahen Küste traditionell zum Sammeln von Eiern und Daunen genutzt, eine Tradition, die bis heute andauert. Zur Hauptbrutzeit vom 15. April bis zum 31. Juli ist der Zutritt zur Insel jedoch nicht erlaubt, und in der Zeit vom 1. April bis zum 31. August ist das Fischen mit Netzen im Bereich des Naturschutzgebietes verboten.
Die Vogelinsel ist eine beliebte Attraktion für Touristen und es finden regelmäßig Bootstouren als Vogelsafaris zur Bleiksøya vom nahegelegenen Ort Bleik und vom etwa 10 Kilometer entfernten Andenes aus statt.

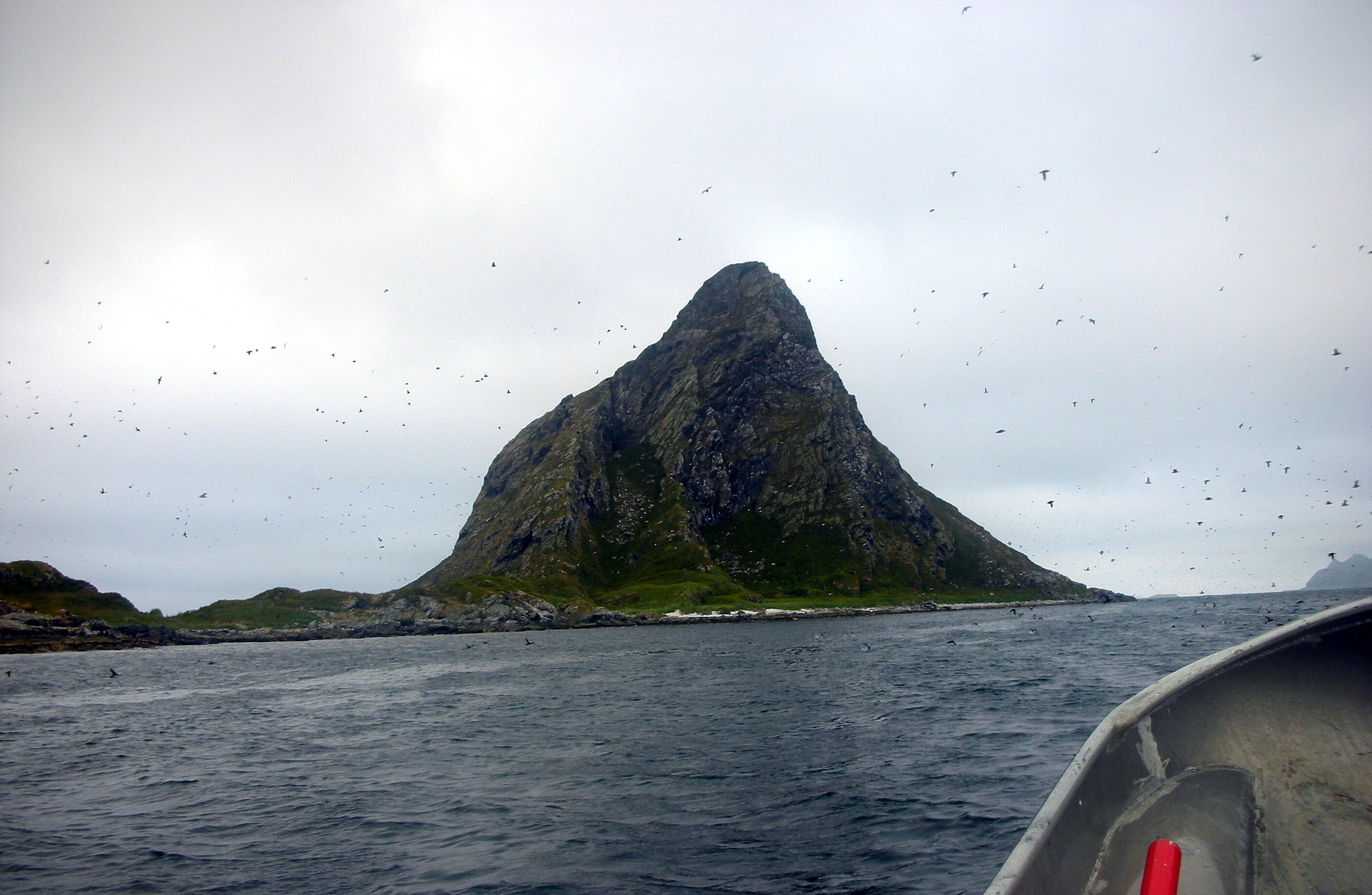
Bleiksøya
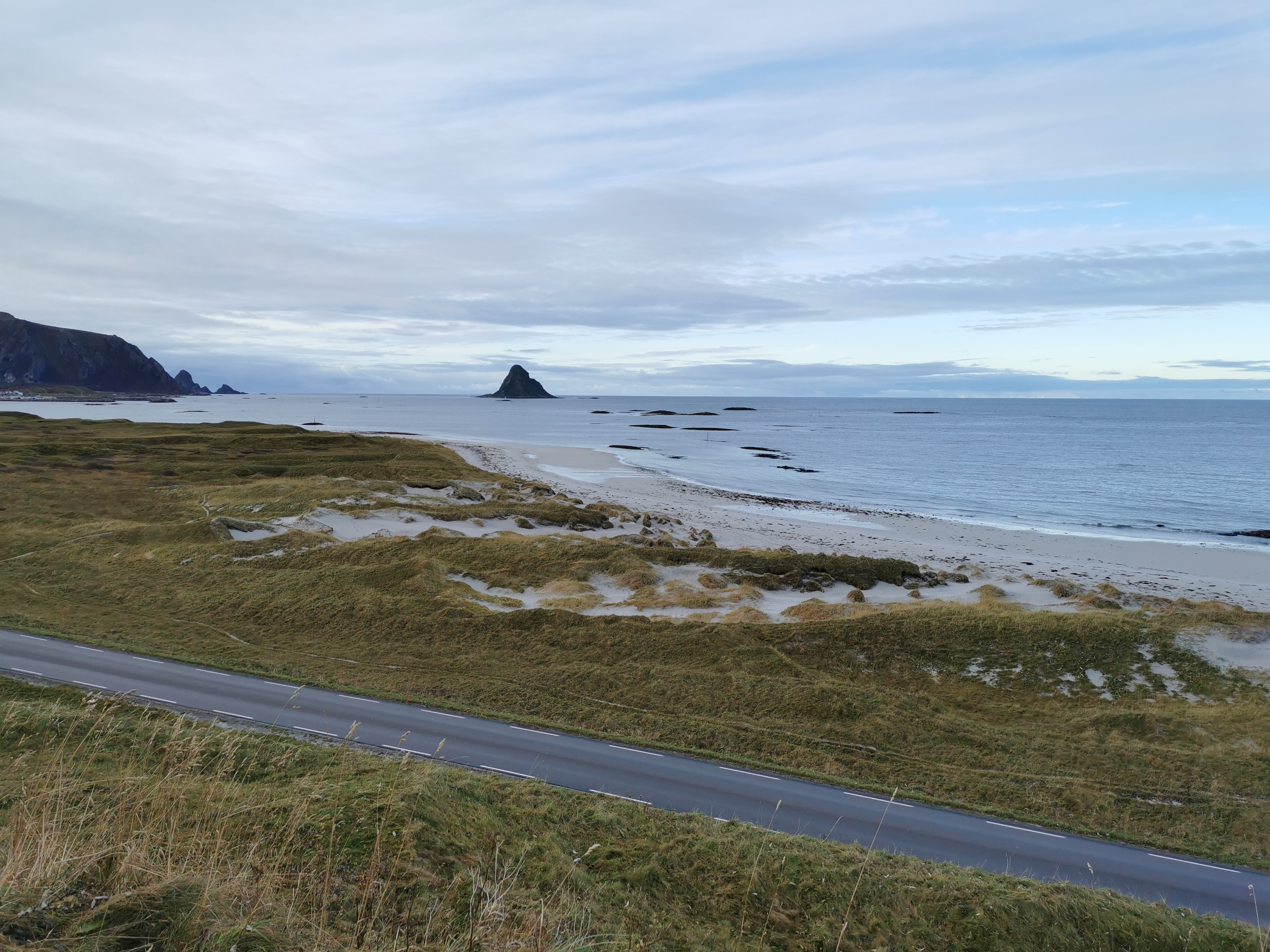
Blick über den Strand mit der Bleiksøya im Hintergrund
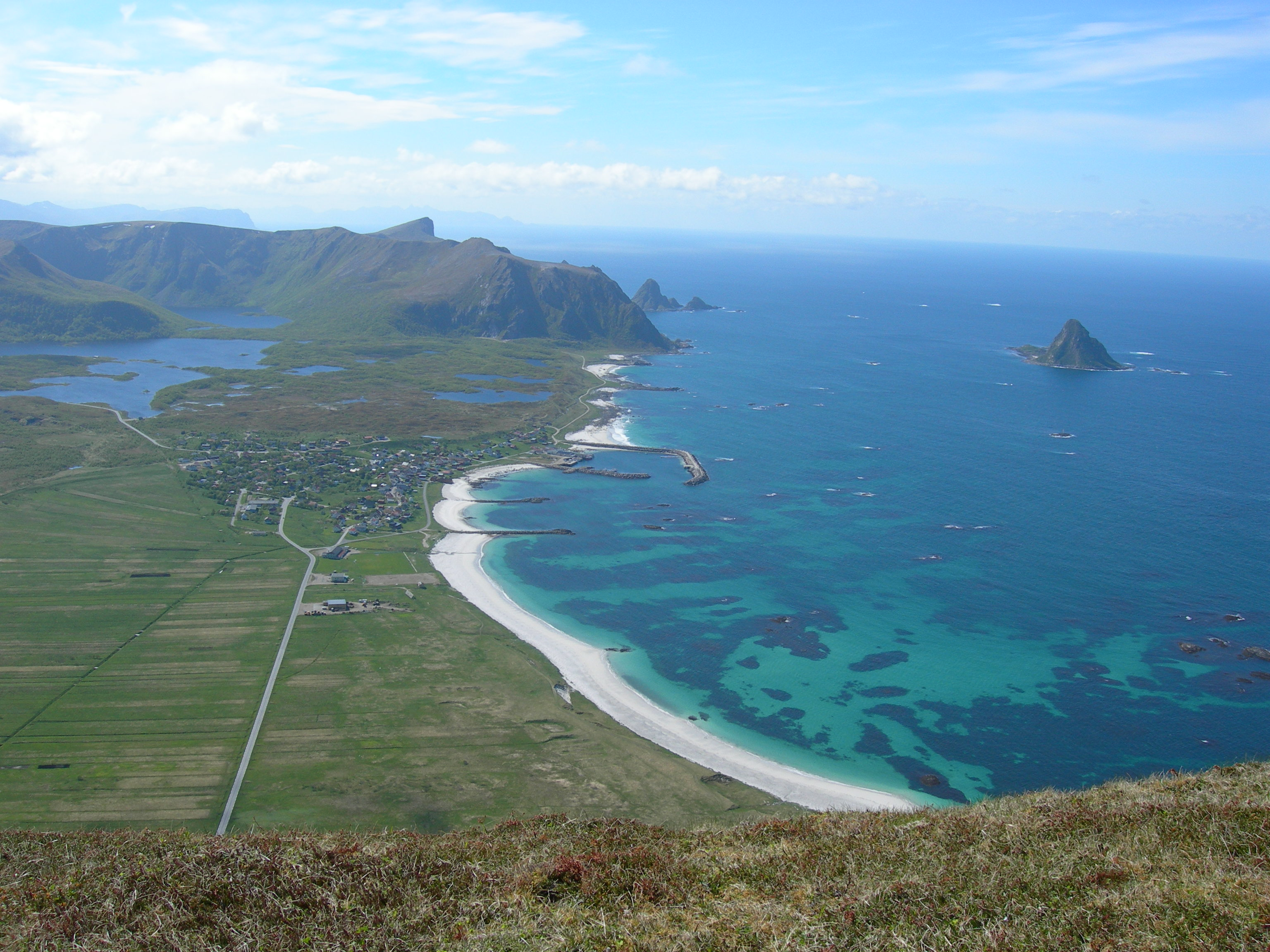
Blick vom Berg Røyken auf Bleik und Bleiksøya
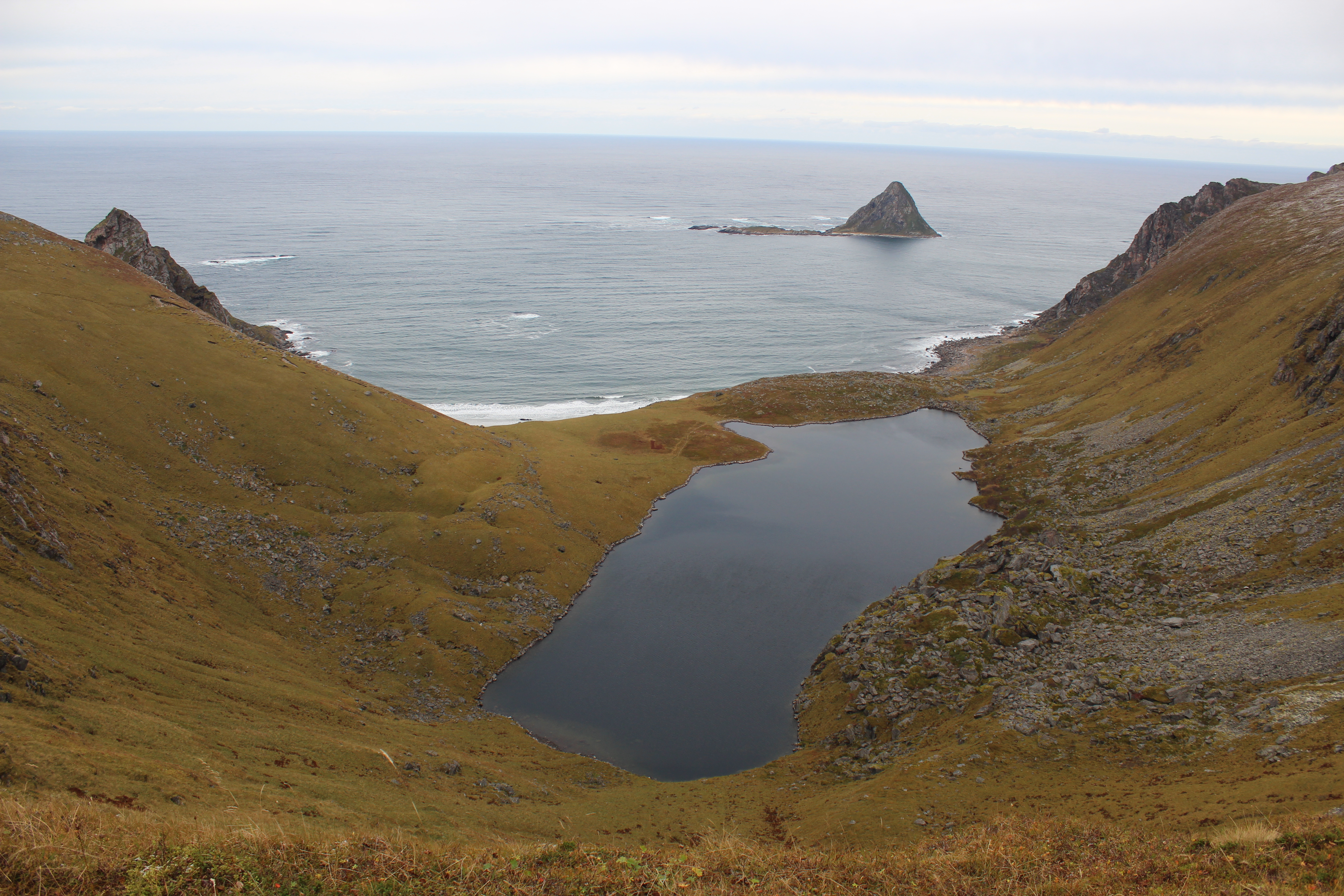
Blick auf Bleiksøya aus den Bergen